# Discografia di Immanuel Casto
La discografia di Immanuel Casto, cantautore italiano, consiste in quattro album in studio, due raccolte, diciannove singoli, due singoli promozionali e ventisette video musicali.
Dopo alcuni anni passati a incidere i primi materiali, i quali furono rielaborati molteplici volte e inseriti in diversi dischi autoprodotti, Immanuel Casto cominciò la sua carriera musicale nel 2005. I suoi esordi furono segnati dalla diffusione di alcuni video musicali sul web, capaci di catturare le attenzioni dell'etichetta discografica indipendente JLe Management, che mise sotto contratto l'artista procedendo con la pubblicazione del suo primo singolo Touché (par l'amour) (2009). L'album di debutto del cantautore, Adult Music, vide la luce nell'aprile del 2011, distribuito dalla Universal. Il disco fu anticipato dal singolo Escort 25, seguito da Crash (feat. Romina Falconi), Revival e Killer Star. Alla fine dello stesso anno venne pubblicata la raccolta Porn Groove 2004/2009, contenente dei rifacimenti di alcuni brani degli esordi dell'artista. Nel 2012 vennero pubblicati su SoundCloud due singoli promozionali gratuiti: Porn to Be Alive, sigla della webserie Kubrick: una storia porno, e A pecorina nel presepe, collaborazione con Paolo Tuci resa disponibile in occasione delle festività natalizie.
Il secondo album in studio di Casto, Freak & Chic, arrivò nei negozi nel settembre del 2013, preceduto dai singoli Zero carboidrati e Tropicanal. Nell'anno seguente vide la pubblicazione Sexual Navigator come terzo singolo e una seconda collaborazione con Romina Falconi, Sognando Cracovia. In seguito alla fondazione della propria etichetta discografica, Casto pubblicò il suo terzo album in studio, The Pink Album, nel settembre del 2015 dalla Freak & Chic con distribuzione Artist First. L'album, anticipato dal singolo Deepthroat Revolution, debuttò alla posizione numero 21 in Italia. Dal disco sono stati successivamente estratti Da grande sarai fr**io, DiscoDildo e Alphabet of Love, due dei quali entrarono nella classifica italiana degli artisti indipendenti. Nel 2016 vennero pubblicate anche due collaborazioni: Pubbliche dimostrazioni d'odio con Lo Stato Sociale e Who Is Afraid of Gender? con Romina Falconi. Nel 2018 venne pubblicata la raccolta celebrativa L'età del consenso, anticipata dal singolo inedito Piromane. Il quarto album in studio del cantautore, Malcostume, anticipato dai singoli del 2021 Dick Pic e Piena (feat. Karma B) e del 2022 Wasabi Shock.

## Album

### Album in studio
| 2011                                                                          | Adult Music - Pubblicato: 5 aprile 2011 - Etichetta: JLe Management, Universal - Formati: CD, download digitale             | —  |
| 2013                                                                          | Freak & Chic - Pubblicato: 13 settembre 2013 - Etichetta: JLe Management - Formati: CD, download digitale                   | —  |
| 2015                                                                          | The Pink Album - Pubblicato: 25 settembre 2015 - Etichetta: Freak & Chic, Artist First - Formati: CD, LP, download digitale | 21 |
| 2022                                                                          | Malcostume - Pubblicato: 10 giugno 2022 - Etichetta: Freak & Chic, Artist First - Formati: CD, LP, download digitale        | —  |
| "—" indica una pubblicazione non classificata o non pubblicata in quel Paese. | |    |

### Raccolte
| 2011                                                                          | Porn Groove 2004/2009 - Pubblicato: 9 dicembre 2011 - Etichetta: JLe Management, Pirames - Formati: download digitale               | —  |
| 2018                                                                          | L'età del consenso - Pubblicato: 14 settembre 2018 - Etichetta: Freak & Chic, Artist First - Formati: CD, CD+DVD, download digitale | 20 |
| "—" indica una pubblicazione non classificata o non pubblicata in quel Paese. | |    |

## Singoli
| Anno                                                                          | Titolo                                                | Classifiche | Album di provenienza |
| Anno                                                                          | Titolo                                                | ITA Ind.    | Album di provenienza |
| ----------------------------------------------------------------------------- | ----------------------------------------------------- | ----------- | -------------------- |
| 2009                                                                          | Touché (par l'amour)                                  | —           | /                    |
| 2010                                                                          | Escort 25                                             | —           | Adult Music          |
| 2010                                                                          | Crash (feat. Romina Falconi)                          | —           | Adult Music          |
| 2011                                                                          | Revival                                               | —           | Adult Music          |
| 2011                                                                          | Killer Star                                           | —           | Adult Music          |
| 2012                                                                          | Zero carboidrati                                      | —           | /                    |
| 2013                                                                          | Tropicanal                                            | —           | Freak & Chic         |
| 2014                                                                          | Sexual Navigator                                      | —           | Freak & Chic         |
| 2014                                                                          | Sognando Cracovia (feat. Romina Falconi)              | —           | Freak & Chic         |
| 2015                                                                          | Deepthroat Revolution                                 | 125         | The Pink Album       |
| 2015                                                                          | Da grande sarai fr**io                                | —           | The Pink Album       |
| 2015                                                                          | DiscoDildo                                            | 44          | The Pink Album       |
| 2016                                                                          | Pubbliche dimostrazioni d'odio (con Lo Stato Sociale) | 24          | /                    |
| 2016                                                                          | Who Is Afraid of Gender? (con Romina Falconi)         | —           | /                    |
| 2016                                                                          | Alphabet of Love                                      | 83          | The Pink Album       |
| 2018                                                                          | Piromane                                              | —           | L'età del consenso   |
| 2021                                                                          | Dick Pic                                              | —           | Malcostume           |
| 2021                                                                          | Piena (feat. Karma B)                                 | —           | Malcostume           |
| 2022                                                                          | Wasabi Shock                                          | —           | Malcostume           |
| "—" indica una pubblicazione non classificata o non pubblicata in quel Paese. |                                                       |             |                      |

### Singoli promozionali
| Anno | Titolo                                    |
| ---- | ----------------------------------------- |
| 2012 | Porn to Be Alive                          |
| 2012 | A pecorina nel presepe (feat. Paolo Tuci) |

## Video musicali
| Anno | Titolo                         | Regista/i                                |
| ---- | ------------------------------ | ---------------------------------------- |
| 2007 | Coiti nel buio (Dark Room)     | Marco Ristori, Luca Boni                 |
| 2007 | Bondage                        | Marco Ristori, Luca Boni                 |
| 2007 | Che bella la cappella          | Marco Ristori, Luca Boni                 |
| 2007 | Anal Beat                      | Immanuel Casto                           |
| 2008 | 50 bocca/100 amore             | Marco Ristori, Luca Boni                 |
| 2008 | Il tempo degli abusi           | Immanuel Casto, Marco Ristori, Luca Boni |
| 2009 | Touché (par l'amour)           | Immanuel Casto, Marco Ristori, Luca Boni |
| 2010 | Escort 25                      | Immanuel Casto, Marco Ristori, Luca Boni |
| 2010 | Crash                          | Immanuel Casto, Marco Ristori, Luca Boni |
| 2011 | Revival                        | Immanuel Casto, Marco Ristori, Luca Boni |
| 2011 | Killer Star                    | Immanuel Casto, Marco Ristori, Luca Boni |
| 2012 | Zero carboidrati               | Immanuel Casto, Marco Ristori, Luca Boni |
| 2013 | Tropicanal                     | Immanuel Casto, Marco Ristori, Luca Boni |
| 2014 | Sexual Navigator               | Immanuel Casto, Marco Ristori, Luca Boni |
| 2014 | Sognando Cracovia              | Immanuel Casto, Marco Ristori, Luca Boni |
| 2015 | Deepthroat Revolution          | Immanuel Casto, Marco Ristori, Luca Boni |
| 2015 | Da grande sarai fr**io         | Immanuel Casto, Filo Baietti             |
| 2015 | DiscoDildo                     | Luca Tartaglia                           |
| 2016 | Pubbliche dimostrazioni d'odio | Immanuel Casto                           |
| 2016 | Who Is Afraid of Gender?       | Daniele Napolitano                       |
| 2016 | Alphabet of Love               | Immanuel Casto, Marco Ristori, Luca Boni |
| 2018 | Piromane                       | Immanuel Casto, Marco Ristori, Luca Boni |
| 2021 | Dick Pic                       | Luca Boni, Marco Ristori                 |
| 2021 | Piena                          | Luca Boni, Marco Ristori                 |
| 2022 | Wasabi Shock                   | Luca Boni, Marco Ristori                 |
| 2022 | Amore ariano                   | Stefano "Keen" Maggiore                  |
| 2023 | Insegnami la vita              | Elia Pellegrini                          |

## Altre partecipazioni
| Anno | Titolo                                              | Album                                                |
| ---- | --------------------------------------------------- | ---------------------------------------------------- |
| 2014 | A90 (Paolo Tuci feat. Immanuel Casto)               | A 90 Deluxe (Dance Hits 90's Collection)             |
| 2014 | Eyeliner (Romina Falconi feat. Immanuel Casto)      | Attraverso                                           |
| 2017 | Interstellar Highway                                | Cotto & Frullato Z The Crystal Gear (Original Score) |
| 2025 | Zona Cesarina (Romina Falconi feat. Immanuel Casto) | Rottincuore                                          |